# غدا أمي لن تكون هنا
غداً أمي لن تكون هنا (باليابانية: 明日、ママがいない) (بالروماجي: Ashita, Mama ga Inai) دراما عائلية إنسانية يابانية من تأليف ماتسودا سايا واخراج انوماتا ريوتشي وناغانوما ماتوكو وسوزوكي ياما وانتاج فوكوي يوتا ونامبا توشياكي. عرضت على قناة NTV اليابانية في 15 كانون الثاني 2014 إلى 12 آذار 2014 على 9 حلقات.
الدراما حصلت على 12.85% متوسط نسبة مشاهدة في منطقة كانتو.

## القصة
تدور أحداث الدراما حول الأطفال الذي إفترقوا عن أهليهم لأسباب مختلفة ويجدون أنفسهم مضطرين لدخول الميتم. ماكي تجد نفسها في الميتم وسط ظروف صعبة قد مرت بها هنالك تلتقي بشخصيات مختلفة، لكن أبرزها هي بوستو (من كلمة بوست الإنجليزية) بوستو تحاول العيش بحرية وشجاعة وفي نفس الوقت تعتني بالاطفال هناك لكنها غالباً ما تواجه انتقادات ومعاملة المدير القاسية.

## الممثلون
- هيروشي ميكامي
- مانا اشيدا [3]
- ريو سوزوكي [3]
- سوزوكا اوغو
- شوهي ميورا
- هيوري ساكورادا
- كونومي واتانابي
- هيناتا ايغاراشي
- ميتسوكي ساكاموتو
- ساتسوكي ساكاموتو
- فومينو كيمورا

## روابط خارجية
- غدا أمي لن تكون هنا على موقع IMDb (الإنجليزية)
- غدا أمي لن تكون هنا على موقع قاعدة بيانات الفيلم (الإنجليزية)